# Kotula (roślina)

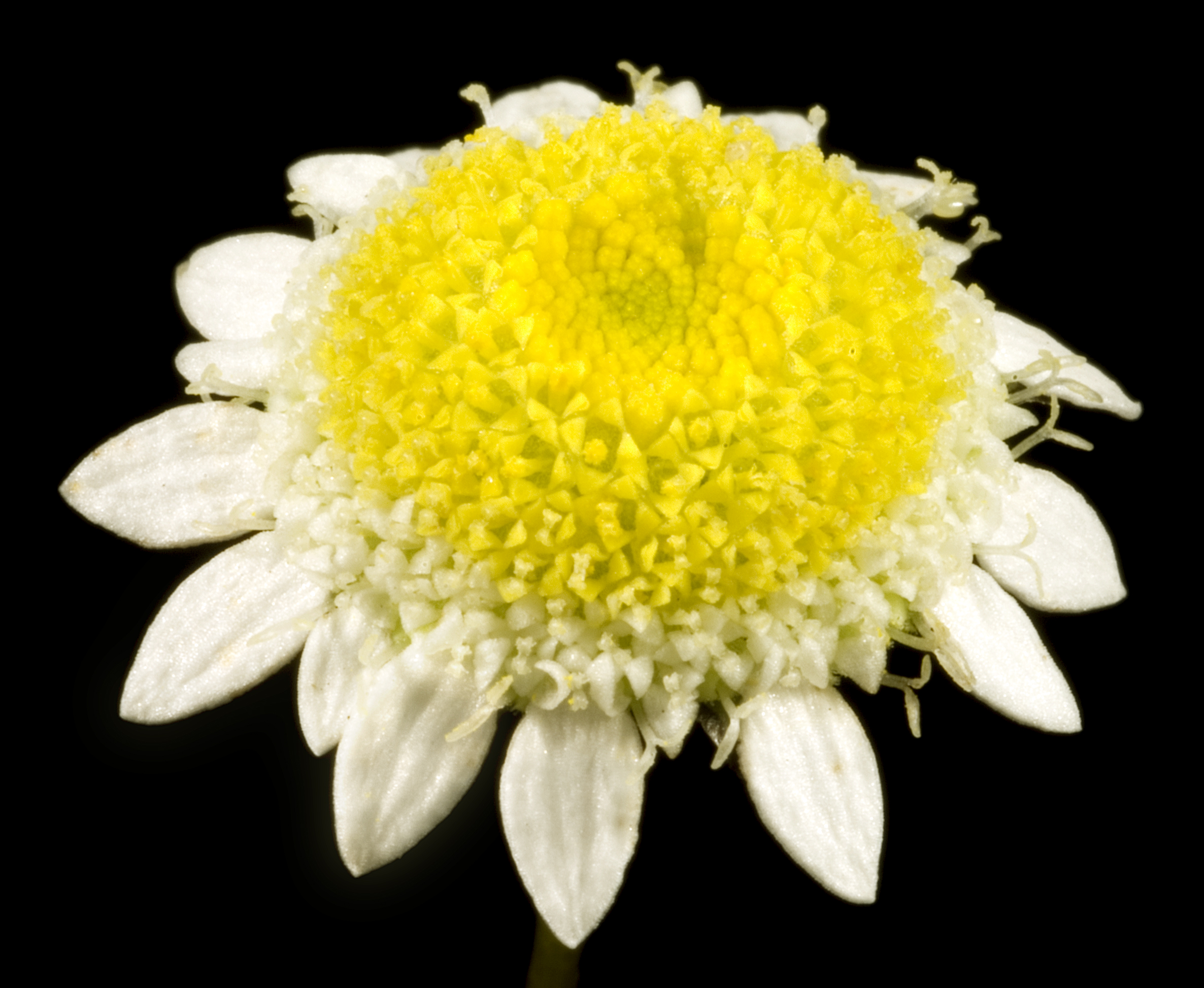
Koszyczek Cotula turbinata

Kotula (Cotula J.Gay) – rodzaj roślin z rodziny astrowatych. Obejmuje ponad 50 gatunków. Rośliny te występują głównie w południowej Afryce, poza tym na pozostałej części tego kontynentu, w południowej Azji (od Półwyspu Arabskiego poprzez Półwysep Indyjski po Półwysep Indochiński, południowe Chiny, Tajwan i Sumatrę). Rosną także w Australii i na Nowej Zelandii, a jako introdukowane obecne są na obu kontynentach amerykańskich, w Europie i na Dalekim Wschodzie. W Polsce gatunkiem przejściowo dziczejącym (efemerofitem) jest kotula rumianowata C. anthemoides.
Niektóre gatunki z tego rodzaju uprawiane są jako ozdobne rośliny okrywowe (niektóre gatunki uprawiane i dawniej tu zaliczane, przeniesione zostały do rodzaju leptinella Leptinella).
Nazwa rodzaju utworzona została z greckiego słowa kotule oznaczającego drobną czarkę.

## Morfologia

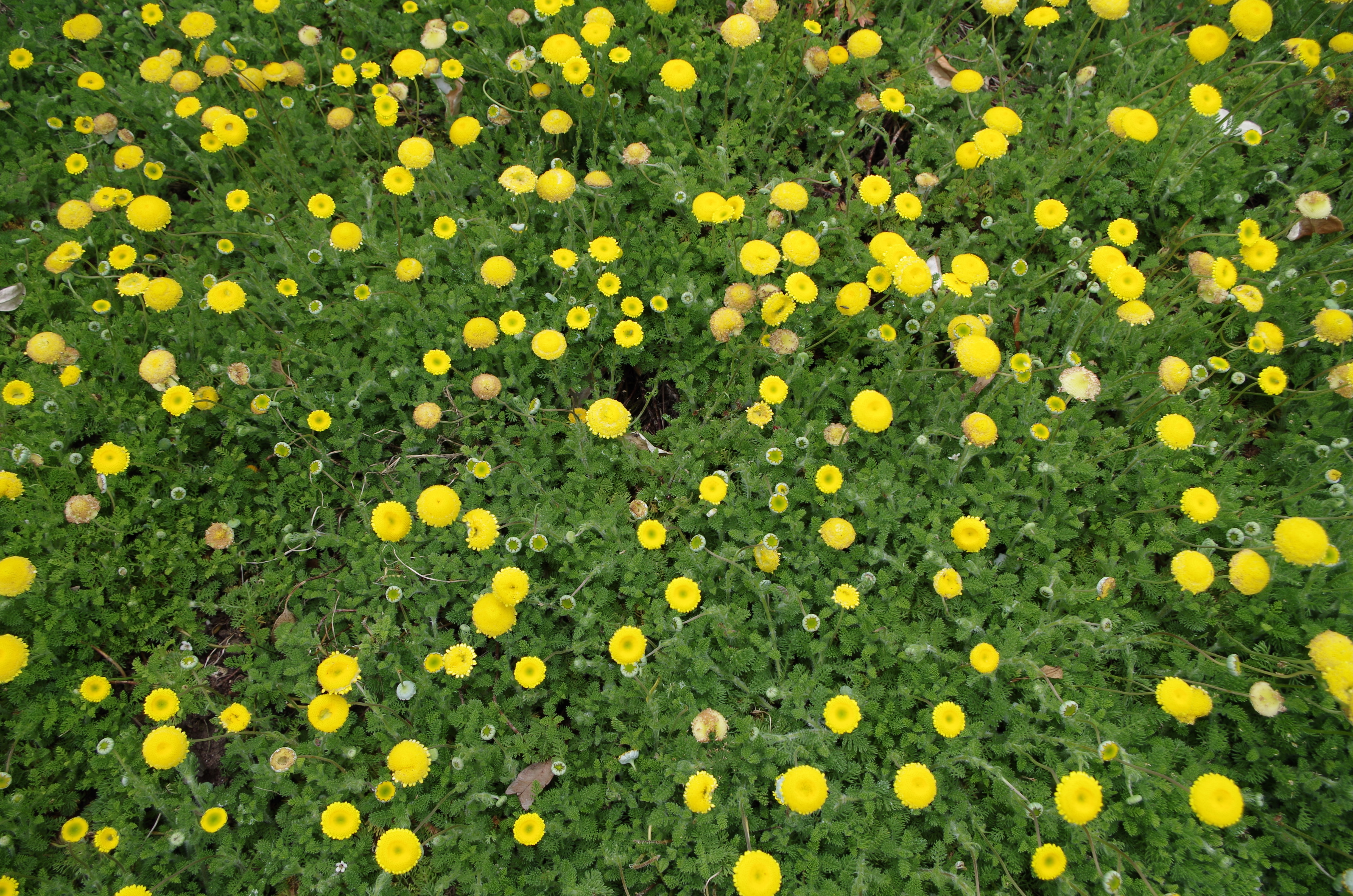
Cotula lineariloba

PokrójRośliny jednoroczne i byliny, zwykle niskie – osiągające od 2 do 25 cm wysokości, rzadko wyższe. Pędy pojedyncze, rozgałęzione, wzniesione, podnoszące lub płożące się i wówczas czasem korzeniące się w węzłach, nagie lub owłosione, rzadko aromatyczne.
LiścieSkrętoległe, rzadziej naprzeciwległe, łodygowe, rzadziej też odziomkowe, ogonkowe lub siedzące. Blaszki równowąskie do jajowatych i łopatkowatych, czasem pojedynczo, podwójnie lub potrójnie pierzasto klapowane, poza tym całobrzegie lub ząbkowane.
KwiatyZebrane w koszyczki kwiatowe umieszczone pojedynczo na szczytach pędów. Okrywa półkolista do miseczkowatej o średnicy od 3 do kilkunastu mm. Listki okrywy trwałe, w liczbie kilkunastu lub kilkudziesięciu, ułożone w 2–3 lub większej liczbie rzędów, na brzegach suchobłoniaste (bezbarwne, brązowe lub fioletowe). Dno koszyczka płaskie lub wypukłe, bez plewinek. Brzeżnych kwiatów języczkowatych brak lub jest ich zwykle tylko kilka, żeńskich z białym języczkiem. Kolejny szereg, dwa lub trzy kwiatów w koszyczku to także kwiaty żeńskie, z reguły bez języczków. Wewnętrzne kwiaty rurkowate w liczbie od kilkunastu do kilkuset są obupłciowe, kremowe lub żółte, z koroną zwieńczoną czterema, rzadziej trzema trójkątnymi łatkami.
OwoceJajowate do podługowatych, mniej lub bardziej spłaszczone niełupki, z dwoma bocznymi żebrami, czasem skrzydełkowato rozszerzonymi. Puchu kielichowego brak.

## Systematyka
Pozycja systematyczna
Rodzaj z podplemienia Cotulinae, plemienia Anthemideae, podrodziny Asteroideae i rodziny astrowatych Asteraceae. Gatunki tworzące w obrębie tego rodzaju wcześniej sekcję Leptinella wyodrębnione zostały do osobnego rodzaju leptinella Leptinella, jednak relacje między tymi taksonami (oraz rodzajem Soliva) pozostają niejasne.
Wykaz gatunków
- Cotula abyssinica Sch.Bip. ex A.Rich.
- Cotula alpina (Hook.f.) Hook.f.
- Cotula andreae (E.Phillips) K.Bremer & Humphries
- Cotula anthemoides L. – kotula rumianowata
- Cotula australis Hook.f.
- Cotula barbata DC.
- Cotula bipinnata Thunb.
- Cotula bracteolata E.Mey. ex DC.
- Cotula calcicola Jakoet, Mucina & Magee
- Cotula ceniifolia DC.
- Cotula coronopifolia L. – kotula wronogolistna
- Cotula cotuloides (Steetz) Druce
- Cotula cryptocephala Sch.Bip. ex A.Rich.
- Cotula dielsii Muschl.
- Cotula discolor (DC.) J.C.Manning & Mucina
- Cotula duckittiae (L.Bolus) K.Bremer & Humphries
- Cotula eckloniana (DC.) Levyns
- Cotula filifolia Thunb.
- Cotula goughensis Rud.Brown
- Cotula hemisphaerica (Roxb.) Wall. ex C.B.Clarke
- Cotula heterocarpa DC.
- Cotula hispida (DC.) Harv.
- Cotula kotschyi Benth. & Hook.f.
- Cotula laxa DC.
- Cotula leptalea DC.
- Cotula lineariloba (DC.) Hilliard
- Cotula loganii Hutch.
- Cotula macroglossa Bolus ex Schltr.
- Cotula melaleuca Bolus ex Schltr.
- Cotula membranifolia Hilliard
- Cotula microglossa (DC.) O.Hoffm. & Kuntze
- Cotula montana Compton
- Cotula moseleyi Hemsl.
- Cotula myriophylloides Hook.
- Cotula nigellifolia (DC.) K.Bremer & Humphries
- Cotula nudicaulis Thunb.
- Cotula paludosa Hilliard
- Cotula paradoxa Schinz
- Cotula pedicellata Compton
- Cotula pedunculata (Schltr.) E.Phillips
- Cotula perennans Jakoet, Mucina & Magee
- Cotula pruinosa (DC.) Jakoet & Magee
- Cotula pterocarpa DC.
- Cotula pusilla Thunb.
- Cotula rosea (Less.) Bojer ex B.D.Jacks.
- Cotula sericea L.f.
- Cotula socialis Hilliard
- Cotula sororia DC.
- Cotula tenella E.Mey. ex DC.
- Cotula thunbergii Harv.
- Cotula turbinata L.
- Cotula villosa DC.
- Cotula vulgaris Levyns
- Cotula zeyheri Fenzl ex Harv.